# Jim Delaney
James Delaney, detto Jim (Newton, 12 marzo 1953), è un ex tennista statunitense.
Anche suo fratello Chris è stato un tennista.

## Carriera
In carriera ha vinto un titolo di doppio, l'Indian Open nel 1979, in coppia con il fratello Chris. Nei tornei del Grande Slam ha ottenuto il suo miglior risultato raggiungendo il terzo turno nel doppio a Wimbledon nel 1976.

## Statistiche

### Singolare

#### Finali perse (1)
| Numero | Anno            | Torneo                                  | Superficie | Avversario in finale | Punteggio          |
| 1.     | 24 ottobre 1976 | Australian Indoor Championships, Sydney | Cemento    | Geoff Masters        | 6-4, 3-6, 6-7, 3-6 |

### Doppio

#### Vittorie (1)
| Numero | Anno             | Torneo              | Superficie  | Compagno      | Avversari in finale        | Punteggio |
| 1.     | 25 novembre 1979 | Indian Open, Mumbai | Terra rossa | Chris Delaney | Thomas Furst Wolfgang Popp | 7-6, 6-2  |

#### Finali perse (2)
| Numero | Anno           | Torneo                      | Superficie | Compagno        | Avversari in finale        | Punteggio     |
| 1.     | 4 agosto 1974  | Cincinnati Open, Cincinnati | Cemento    | John Whitlinger | Dick Dell Sherwood Stewart | 6-4, 6-7, 2-6 |
| 2.     | 4 ottobre 1981 | Hawaiian Open, Maui         | Cemento    | John Alexander  | Tony Graham Matt Mitchell  | 3-6, 6-3, 6-7 |